# О’Брайен, Пол
Пол О’Брайен (англ. Paul O’Brien; 22 января 1954 года, Манчестер — 16 октября 2018, Манчестер) — британский химик- материаловед, профессор Манчестерского университета. Внёс вклад в изучение и разработку технологий производства тонких плёнок и наночастиц различных материалов, а также в создание методов получения высококачественных квантовых точек.

## Биография
Пол О’Брайен родился в Анкоутсе, Манчестер, в 1954 году в семье рабочих. О’Брайен получил образование в средней школе Кардинала Лэнгли В 1975 году он получил степень бакалавра в Ливерпульском университете, а в 1978 году защитил докторскую диссертацию на тему «Катализ и рацемизация аминокислот» в Кардиффском университете.
С 1978 по 1984 год он преподавал химию в Политехнической школе Челси (Chelsea College of Science and Technology), а затем проработал 11 лет в Лондонском университете королевы Марии. В 1995 году он стал профессором материаловедения в Имперском колледже Лондона, а в 1999 перешёл в Манчестерский университет.
C 2004 по 2009 год О’Брайен занимал должность заведующего кафедрой химии в Манчестерском университете, а с 2011 по 2015 год руководил Школой материаловедения, созданной при слиянии нескольких университетов. Учёный скончался в 2018 году в возрасте 64 лет.

## Научные исследования
Решив изучать биоорганическую химию, Пол О’Брайен переехал в Университетский колледж Кардиффа для изучения связывания меди и цинка с аминокислотами. Профессор Р. Д. Гиллард руководил исследованиями, которые пробудили интерес О’Брайена к этой теме. Исследования были сосредоточены на связывании ионов металлов с различными биологическими соединениями. В период 1977—1980 гг. было опубликовано семь научных работ после успешной диссертации учёного на тему «Катализ и рацемизация аминокислот» в 1978 году.
Получив докторскую степень, Пол О’Брайен занялся моделированием процесса видообразования ионов металлов, начав исследовать механизмы образования наночастиц и нанокристаллов. Большая часть его работы была посвящена фундаментальной координационной химии. Он активно участвовал в Международной конференции по координационной химии.
В 1984 году в результате реструктуризации Лондонского университета О’Брайен продолжил работать в колледже Королевы Марии и Вестфилда. Основным направлением его исследований стала токсичность хрома: он изучал содержание хрома (III) в крови, наблюдал образование гидроксильных радикалов комплексами хрома (V) и анализировал влияние на разрушение ДНК восстановления хрома (VI) с помощью глутатиона. В 1987 году Пол О’Брайен стал соавтором главы о хроме в книге «Координационная химия».
В 1989 году начали появляться работы учёного по изучению прекурсоров для тонких плёнок. Особое внимание было уделено халькогенидам металлов. В своих первых работах Пол О’Брайен сосредоточился на выращивании высокоориентированных тонких плёнок сульфида кадмия и сплава кадмия с цинком методом металлоорганического химического осаждения из паровой фазы. Он обнаружил, что халькогенид может быть включён в состав органического лиганда и пробовал самые различные лиганды, содержащие элементы, необходимые в целевом продукте.
В статье «A single source approach to the synthesis of CdSe nanocrystallites» Полом О’Брайеном предложен метод получения нанокристаллов селенида кадмия диаметром около 5 нанометров из одного прекурсора. В процессе использовался метил-диэтил-диселенидкарбамат кадмия и оксид три-н-октилфосфина, разлагающиеся при температуре 200 градусов Цельсия. Этот подход позволил контролировать рост кристаллов и получать квантово-ограниченные частицы.

## Общественная деятельность
В 2009 году Пол О’Брайен взял перерыв в руководстве Манчестерским университетом и стал приглашённым стипендиатом в Оксфордском Магдаленовском колледже. Он также вступил в Фонд развития колледжа и стал его благотворителем. Ежегодно Фонд вручает премию лучшим студентам-химикам университета Магдалены за лучшие дипломные работы.
Пол О’Брайен был ведущим учёным, который помогал развивать науку в Африке после апартеида. Он руководил исследовательской группой и помог многим африканским учёным получить докторские степени.

## Признание
В 2013 году О’Брайен был признан Членом Лондонского королевского общества, в 2016 году стал кавалером Ордена Британской империи, членом Королевской инженерной академии Великобритании и удостоился медали Лонгстаффа Королевского химического общества. В 2018 году он был избран в Европейскую академию.

## Личная жизнь
С 1979 года О’Брайен был женат на Ким (урождённая Эванс). Учёный увлекался любительской фотографией, классической музыкой и спортивной ходьбой.